# Hornisgrinde
Hornisgrinde – najwyższa góra północnego Schwarzwaldu (Niemcy), o wysokości 1164 m n.p.m.